# Ibituruna
Ibituruna é um município do estado de Minas Gerais, no Brasil. Sua população recenseada em 2022 era de 2 698 habitantes.

## Geografia
Conforme a classificação geográfica mais moderna (2017) do IBGE, Ibituruna é um município da Região Geográfica Imediata de Lavras, na Região Geográfica Intermediária de Varginha.

### Circunscrição eclesiástica
A paróquia de São Gonçalo do Amarante pertence à Diocese de São João del-Rei.

## Topônimo
"Ibituruna" é uma palavra de origem tupi que significa "serra negra", através da junção dos termos ybytyra ("serra/montanha"), un ("negro/preto") e a (sufixo substantivador).

## História
Conhecida como "Berço da Pátria Mineira", foi o primeiro povoado fundado em Minas Gerais, em 1674, pelo bandeirante Fernão Dias Paes Leme. Este, ao transpor o Rio Grande, estabeleceu o arraial, deixando no local um marco (pedra que marcava a sesmaria) até hoje existente e muito visitado pelos turistas. Segundo Diogo de Vasconcelos, Ibituruna significa "Serra Negra" e, para Martius, "Nuvem Negra". Em 1962, Ibituruna foi emancipada, passando à categoria de município.[carece de fontes?]

## Turismo

### Matriz de São Gonçalo do Amarante

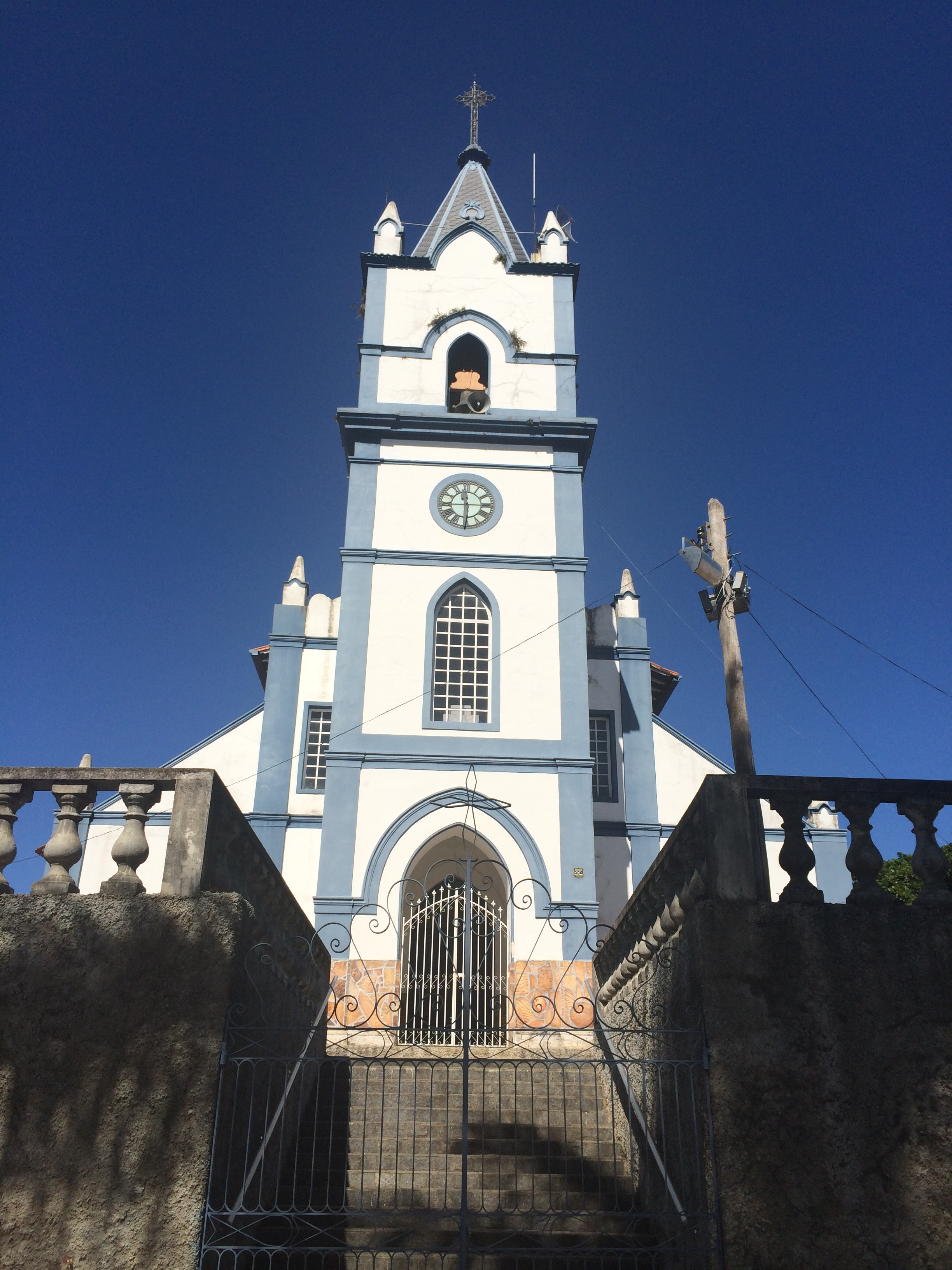
Igreja Matriz de São Gonçalo do Amarante

A capela de São Gonçalo do Amarante foi criada por provisão em 1769. A partir daí, passou por diversas modificações até chegar aos dias de hoje. O tempo fez com que características do barroco fossem perdidas, pouco se vê das características originais. Dentro do templo, conserva-se a imagem primitiva de São Gonçalo do Amarante. Porém, algumas imagens foram roubadas e nunca recuperadas.[carece de fontes?]

### Igreja de Nossa Senhora do Rosário
De características mais antigas que a própria igreja matriz, a igreja em honra a Nossa Senhora do Rosário tem uma característica simples e acolhedora, como casa de mãe. Hoje, devido o descaso, encontra-se interditada e escorada por grandes pedaços de madeira, já que existe o risco de desabamento.[carece de fontes?]

### Igreja de São Sebastião
A mais nova dentre as igrejas do município. Encontra-se no bairro São Sebastião e é pouquíssimo utilizada pela comunidade. Não se celebram mais missas na localidade.[carece de fontes?]

### Marco de Sesmaria
Um dos cartões postais de Ibituruna é o Marco de Sesmaria, uma pedra retangular localizada na Praça dos Bandeirantes, no Centro do município. A pedra foi colocada no local pelo bandeirante Fernão Dias Paes, marcando a fundação do primeiro povoado mineiro e atualmente o marco se encontra tombado pela Prefeitura Municipal de Ibituruna, por sua importância cultural para a cidade.

### Praça Fernão Dias
Na Praça Fernão Dias, está localizada a estátua do bandeirante paulista de mesmo nome, considerado o fundador do povoado em 1674. Na praça, também é possível observar o famoso ''passinho'' de estilo barroco, uma construção religiosa à guisa de uma capelinha, onde em sua parte interna, podem ser vistas belíssimas imagens sacras remetidas em um cenário bíblico. A praça se encontra tombada pela Prefeitura Municipal de Ibituruna.

### Antiga Estação Ferroviária

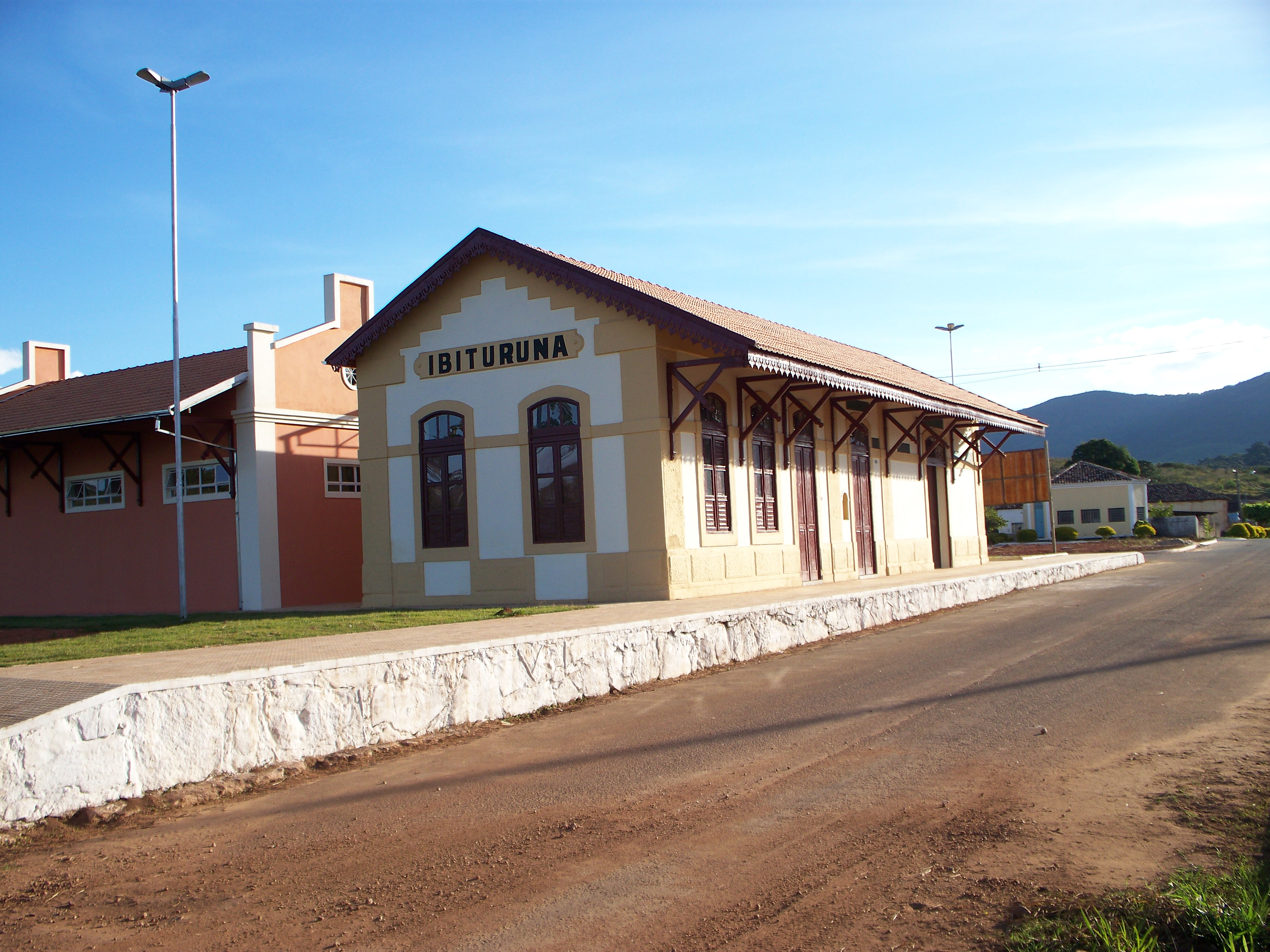
Antiga Estação Ferroviária, agora restaurada

A Estação Ferroviária de Ibituruna foi inaugurada no ano de 1887, pela Estrada de Ferro Oeste de Minas (EFOM). A ferrovia com bitola de 0,76 cm ligava Ibituruna a São João del-Rei, a Antônio Carlos (onde se entroncava com a Estrada de Ferro Central do Brasil) e a Aureliano Mourão (distrito de Bom Sucesso), por meio de locomotivas a vapor em um percurso de aproximadamente 200 km e pertencendo à Rede Ferroviária Federal (RFFSA). A linha férrea foi desativada em 1983, o que levou ao fechamento da Estação de Ibituruna, seguida de sua erradicação em dezembro de 1984. No ano de 2010, o prédio da antiga estação ferroviária foi restaurado, tornando-se um ponto turístico da cidade.